# تلن
شهر تلن (به فرانسوی: Tellin) در شهرستان نوفشتو (بلژیک) در استان لوکزامبورگ در منطقه فدرال والوون در کشور بلژیک واقع شده‌است.